# Павичевич, Бранко
Бранко Павичевич (черног. Бранко Павићевић; 2 марта 1922, Никшич, Королевство Югославия — 14 марта 2012, Подгорица) — черногорский и югославский историк, академик. Президент Черногорской академии наук и искусств. Педагог, профессор, доктор юридических наук (с 1954). Политический и общественный деятель СФРЮ.

## Биография
После окончания школы в конце 1938 года присоединился к коммунистическому молодёжному движению. Во время Второй мировой войны был участником партизанского сопротивления, бойцом Народно-освободительной армии Югославии.
После окончания войны до 1949 года изучал право в Белградском университете. Во время учёбы был руководителем Студенческого комитета университета. Образование продолжил в Институте общественных наук, после окончания которого в 1951 году стал сотрудником Института истории Сербской академии наук.
Затем два года обучался в ординатуре на кафедре истории западных и южных славян исторического факультета МГУ. С 1955 года проходил специализацию в Римском университете. Участвовал в X и XI Всемирном конгрессе историков.
С 1973 — читал лекции в университете Подгорицы.
В конце 1973 года избран членом Президиума ЦК Коммунистической партии Черногории, переизбирался в течение двух сроков. Был членом ЦК Союза коммунистов Югославии и работал в Ассамблее Югославии. Председатель Комитета по вопросам правосудия Федерального Собрания СФРЮ.
В конце 1980-х годов был приглашенным профессором юридического факультета Университета Черногории.
В 1954 году защитил докторскую диссертацию на тему правовой истории черногорского государства и создания органов государственной власти в Черногории.
С 1973 по 1981 год Бранко Павичевич был президентом Общества по вопросам науки и искусства Федеративной Республики Черногории и Черногорской академии наук и искусств.
Член-корреспондент Академии наук и искусств Боснии и Герцеговины и Словенской Академии наук и искусств. Он также был постоянным членом Академии наук и искусств Косово (ASAK).

## Научная деятельность
Автор работ по юридической и политической истории Черногории и Сербии с XVIII до XX-го века. Кроме того, он посвятил несколько работ истории внешней политики России в XVIII и XIX-м веках. Подготовил ряд критических изданий по истории Черногории.

## Избранные труды
- Стварање црногорске државе (1955),
- Паштровске исправе од 16—18. вијека (1959),
- Црна Гора у рату 1862. (1963),
- Русија и босанско-херцеговачки устанак 1875—1878 (1986),
- Књаз Данило Петровић (1990),
- Петар I Петровић Његош (1997),
- Црногорски законици 1796—1916, Правни извори и политички акти од значаја за историју државности Црне Горе (Подгорица, 1998).
- Историја Црне Горе (том IV) (2004).

## Награды
- Орден Черногорского флага[серб.] I степени (Черногория).